# Hrvatska građanska i seljačka zaštita
Hrvatska građanska zaštita i Hrvatska seljačka zaštita bile su poluvojne, a kasnije i vojne formacije Hrvatske seljačke stranke od 1936. do 1941. Zvane su i Mačekova zaštita (po tadašnjem predsjedniku HSS-a, Vladku Mačeku). Glavni cilj im je bio zaštita hrvatskog stanovništva od žandarskog nasilja. Trebala je poslužiti i kao zametak buduće hrvatske vojske unutar vojske Kraljevine Jugoslavije (kao posebni dio – hrvatsko domobranstvo).
HGSZ je isprva djelovala polilegalno, ali već 1938. godine djeluje u skoro svim kotarima gdje djeluje i HSS, okupljajući između 800 i 2500 ljudi u svakom kotaru, organiziranih u satnije s po oko 200 ljudi – uvijek pod vodstvom HSS-ovih stranačkih dužnosnika; te se postrojbe vrlo postupno naoružavaju. Isprva je zadaća Zaštite bila da brani djelovanje HSS-a i civilnih vlasti pod kontrolom te stranke od policijskih i drugih ometanja i nasilja, kakvih je bilo u državi prožetoj političkim sukobima i mržnjama. Nakon osnivanja Banovine Hrvatske krajem 1939. godine dobiva od vlasti Banovine službeno priznanje, te stanovitu količinu oružja, i dalje uz podozrenje jugoslavenskih vojnih vlasti. HGSZ je do raspada Kraljevine Jugoslavije u travnju 1941. godine predstavljala svojevrsnu protutežu slično masovnom srpskom četničkom pokretu. U početcima uspostave vlasti NDH postrojbe HGSZ su pomogle vlastima novoosnovane države, koja ih je međutim početkom lipnja 1941. godine raspustila zbog političkog nepovjerenja u snage povezane s HSS-om.

## Nastanak Hrvatske seljačke zaštite
Tijekom Šestosiječanjske diktature, a posebno od travnja i svibnja 1932. došlo je do niza pojedinačnih izgreda u Kraljevini Jugoslaviji (okršaji seljaka i žandara, napadi na žandarske stanice, Velebitski ustanak). Vodstvo HSS-a osuđivalo je ustaške terorističke akcije navodeći da je moguće "izboriti hrvatska prava bez posezanja za nasiljem i silom", slijedeći i dalje svoju pasivnu politiku prema režimu. No, kako su se pojačavale suprotnosti između Pavelića i Mačeka za utjecaj među Hrvatima, i Maček je posegnuo za potencijalnom upotrebom sile. To je podrazumijevalo i osnivanje vlastitih poluvojnih snaga. Takve su namjere postojale već nakon atentata na hrvatskoga intelektualca Milana Šufflaya do kojega je došlo 1931. godine, kao i nakon pokušaja atentata na Milu Budaka tijekom 1932. godine. Tako su tijekom 1932. i 1933. Mačekovi ljudi u nekoliko općina osnovali ilegalne borbene organizacije koje su bile prethodnice Seljačke zaštite. Vodstvo HSS-a u Zagrebu je u proljeće 1935. uspostavilo neke ilegalne organizacije. Iako je HSZ službeno osnovan tek 1936., već tijekom 1934. i 1935. u većim hrvatskim gradovima osnovane su postrojbe "omladinaca HSS" za samoobranu, vjerne Mačeku., dok je sam Maček imao vlastiti odred zaštitnika (oko 50 ljudi) koji su ga štitili u svakoj prigodi, pratili i dežurali pred njegovim uredom u Prilazu 6. u Zagrebu te na njegovom imanju u Kupincu.
Neuspjeli pokušaj atentata na Vladka Mačeka ožujka 1935. godine pridonio je osnivanju HSS-ovih paravojnih postrojbi. HSS je prije izbora 5. svibnja 1935. osnovao ilegalne vojne postrojbe. Zadaća im je bila pratiti izbore i štititi članove i simpatizere HSS-a od napada režimskih paramilitarnih organizacija (Mlada Jugoslavija, četnici, Omladina JRZ-a, Jugoslavenski sokol...). Osnovano je više organizacija HSZ-a za "samoobranu": Hrvatski nacionalni revolucionarni pokret koji su osnovali studenti na Poljoprivrednom fakultetu u Zagrebu radi ustanka i za to pišu i „Upute“ koje su poslije bile temelj „Pravilima HSZ-a“, a srpnja 1935. jedna je skupina na čelu s Jurjem Veselićem osnovala društvo Legiju rada kojem država nije dopustila rad i djelovanje.
U proljeće 1936. vodstvo HSS-a izdalo je okružnicu s uputama za svoje vodeće članove, u kojima je upozoreno da vlast, odnosno nova vladajuća Jugoslavenska radikalna zajednica, koristi ilegalne četničke organizacije za napade na Hrvate, zbog čega je nužno uspostaviti hrvatske poluvojne postrojbe za samoobranu. Na temelju toga došlo je do osnutka HSZ-a u koji su trebali biti mobilizirani svi tjelesno sposobni Hrvati stari između 25 i 40 godina. Ubrzo su nove postrojbe HSZ-a započele djelovati u nekoliko hrvatskih sela, gdje su svaki dan izvodile vojne vježbe. U listopadu 1936. Maček je u tajnoj okružnici potpisao upute za djelovanje HSZ-a koje su imale 42 stranice. Dok je beogradski režim smatrao da je ovo početak oružane pobune Hrvata, predstavnici HSS-a inzistirali su na tome da je zadaća HSZ-a u potpunosti obrambena, usmjerena protiv četnika i komunista. Do kraja siječnja 1937. vlasti su pretpostavljale da HSZ ima ukupno 13.915 članova, pri čemu je najviše zaštitara, njih 1445, bilo u Donjoj Stubici, zatim 1200 u Koprivnici i 1200 u Ludbregu. S vremenom su se zaštitari sve češće sukobljavali te ih je režim počeo doživljavati kao prijetnju, pa je tijekom 1937. naloženo organima vlasti da uhićuju zaštitare.
Za vojnu obuku članova izdala je HGSZ "Vježbovnik", a u zimu 1938/39. godine je u Zagrebu organizirana dvomjesečna obuka za stotinjak časnika. Nakon osnivanja Banovine Hrvatske je HGSZ funkcionalno povezana s redarstvenim vlastima, što dio članstva nije dobro prihvatio, ali je tako od državnih vlasti dobivena stanovita količina oružja.

## Nastanak Hrvatske građanske zaštite
Hrvatska građanska zaštita (HGZ) Zagreba osnovan je tek srpnja 1938. godine. Vodio ju je austro-ugarski časnik Zvonko Kovačević. Otada se vježbe HGZ-a izvode javno, unatoč protivljenju policije. HGZ je bio organiziran slično kao i HSZ.

## Ustroj i djelovanje
Uspostavom Banovine Hrvatske Zaštita je dobila slobodu djelovanja, pa je i broj pripadnika porastao, posebno nakon što je na zahtjev Mačeka, kao vrhovnog zapovjednika HSZ, ban Šubašić legalizirao HSZ kao pomoćne vojne postrojbe HSS. HSZ prije Drugog svjetskog rata imala je, procjenjuje se, oko 200.000 članova na području Banovine Hrvatske te oko 4000 u Zagrebu, kao Hrvatsku građansku zaštitu. U južnoj Dalmaciji HSZ je imala oko 1500 naoružanih zaštitara.  Prvotno su njeni pripadnici bili naoružani samo štapovima-batinama, po čemu su i bili prozvani "batinaši". Međutim, ubrzo dobivaju i lako naoružanje. Postupno se Zaštita sve bolje organizirala, tako da je dobila odore s oznakama činova. Osnovane su i tri bojne, konjanički i motorizirani odred. Zapovjednici su bili Đuro Kemfelja i Zvonko Kovačević, a sjedište je bilo na u početku u Frankopanskoj ulici, a zatim u prostorijama zagrebačke policije na adresi Ilica 44. Kako je glavna zadaća HSZ-a bila zaštititi hrvatske seljake od srpskih poluvojnih organizacija i osigurati određenu mjeru mira i sigurnosti na mjesnoj razini, često su se sukobljavali sa žandarima i poluvojnim organizacijama koje su imale potporu režima, poput Mlade Jugoslavije i četničkih udruženja, kao i novih sličnih organizacija kao što su Orjuna i SRNAO, ali i ustašama i komunistima.
Hrvatski skladatelj Ivo Muhvić skladao je i Mačekovu koračnicu, koja je vjerojatno služila za potrebe Hrvatske zaštite. Danas je popularna koračnica koju izvodi orkestar Hrvatske vojske.

### Djelovanje u Banovini Hrvatskoj
Iako je Banovina Hrvatska konstantno tražila ovlasti nad žandarmerijom, dobila ih je tek 6. travnja 1941., na dan bombardiranja Beograda i raspada Jugoslavije, pa tako i nestanka Banovine. Kako Banovina nije imala žandarmeriju na svom teritoriju pod svojom kontrolom, Zaštita je sve više postajala značajna poluga vlasti. Odredi Jurišne zaštite pod zapovjednikom Krunoslavom Batušićem proglašeni su pričuvnom policijom Banovine Hrvatske. Vodstvo HSS-a je Zaštitarima dalo "slobodne ruke" za obračun s pristašama bivšeg jugoslavenskog režima, te je HSZ sprovodio teror i ubijao pristalice Jugoslovenskog režima, većinom Srbe ali i Hrvate. HSZ je također djelovala u suzbijanju i razbijanju radničkih štrajkova. Često su se sukobljavali s komunistički i ustaški nastrojenim prosvjednicima, čuvajući javni poredak. Kako se planirala sve veća autonomija Banovine, bila je želja mnogih da Zaštita postane jezgra buduće hrvatske vojske.
Batušić je bio organizator HGZ. Bila je organizirana slično kao i HSZ. Najmanja postrojba bila je roj. Četiri roja činila su vod, četiri do pet vodova činili su satniju od 200 do 220 ljudi. Četiri satnije činile su bojnu koja je imala od 800 do 1000 ljudi. Ukupno je HGZ imao od 3000 do 4000 zaštitara. Jurišna satnija osnovana je poslije i vodio ju je Krunoslav Batušić. Sjedište je bilo prvo u Frankopanskoj, a potom u Ilici. Konjanička satnija osnovana je uskoro. Njome je zapovijedao Dragutin Belak. Na čelu motorizirane satnije bio je Franjo Leaković. Postrojbe HGZ prvo su osnovane u Zagrebu, a poslije Zagreba u svim većim i značajnijim gradovima Banovine Hrvatske.

## Uloga HSZ-a u raspadu Jugoslavije
Nakon napada sila Osovine na Jugoslaviju i proglašenja hrvatske države 10. travnja 1941., desno krilo HSS-a odmah je pristupilo ustašama. HSZ se stavio na raspolaganje novim vlastima čuvajući javne ustanove i razoružavajući i zarobljavajući jedinice jugoslavenske vojske. Zaštita je čuvala javne zgrade, ceste i mostove, kao i vojna i druga skladišta, ali i privatno vlasništvo i osiguravala red i mir. Dana 19. travnja 1941. Slavko Kvaternik donosi rješenje kojim se Hrvatska građanska zaštita iz Zagreba uključuje u Domobranstvo zbog svojih zasluga i nosi naziv "Hrvatski zaštitni lovci". Unatoč neizmjernim zaslugama za mirni prijenos vlasti, ostale formacije HSZ-a i HGZ-a su raspuštene i razoružane, jer ustaško vodstvo nije imalo povjerenja u njihovu vjernost, a bojali su se i potencijalnog puča, jer je HSZ bio prožet ljudima HSS koji nisu podržavali postupke nove ustaške vlasti, iako su sudjelovali u osnivanju nove države. Nakon toga, jedna bojna HZL je poslana u Sarajevo da uspostavi red, a nakon toga su i oni razoružani te ih je Kvaternik poslao u Zagreb.

## Oprema i oznake
Pripadnici HSZ u Savskoj banovini nosili su šešir, a u Dalmaciji i Lici ličku kapu. Nosili su i mali metalni ili drveni grb sa zastavom na grudima i seljačko odijelo. Prisegu su davali u klečećem položaju. Smeđi šešir je poslije postao obvezni dio odore. Na njemu je bila tamna metalna ploha sa srpom na njoj i slovima HSZ. Himna HSZ-a bila je „Marširala Mačekova garda“ ili „Mačekova koračnica“, pjesma koja je u Hrvatskoj bila popularna još od 1935. godine.
Oružje su u početku bili samo štapovi i poneka zastarjela skrivena puška. Poslije su opskrbljeni oružjem i opremom uglavnom iz središta u Italiji i Austriji. Kanal dostave išao je Jadranskim morem, od Rijeke i Sušaka na sjeveru do Molunta na jugu.

## Zapovjedništvo
Zapovjednik je bio Vladko Maček, dozapovjednik Augustin Košutić, prvi i najvažniji operativni zapovjednik bio je Đuka Kemfelja, zamjenik Zvonimir Kovačević, rođak bivšeg ministra Karla Kovačevića, Zvonimir Pelz iz Osijeka, Milan Pribanić i Krunoslav Batušić kao organizator Hrvatske građanske zaštite. Stožer HSZ-a osnovan je 1936. godine. Na čelu je bio Đuka Kemfelja, a pobočnici Đuro Maršić i Dane Belanić.

## Vanjske poveznice
- Zločini u Kraljevini Jugoslaviji nad hrvatskim stanovništvom  Arhivirana inačica izvorne stranice od 24. rujna 2015. (Wayback Machine)
- HSZ u Dolu, 1937.
- crohis.hr, galerija fotografija HSS-a i HSZ-a tridesetih godina
- posavski vremeplov, Vladko Maček: Memoari, o uspostavi Banovine Hrvatske i ulozi HSZ-a  Arhivirana inačica izvorne stranice od 21. svibnja 2011. (Wayback Machine)
- Nikola Žutić: Hrvatski narodni pokret 1935. - 1937. (srpska historiografija)[neaktivna poveznica]
- Detaljnije o HSZ i HGZ u: Željko, Karaula, Hrvatska seljačka zaštita u Kraljevini Jugoslaviji, 2015. (doktorska disertacija, 560. str.)